# Белолобый ремез
Белолобый ремез (лат. Anthoscopus caroli) — вид птиц из семейства ремезовых. Выделяют 11 подвидов. Распространены в Африке. Видовое название дано в честь шведского путешественника Карла Юхана Андерссона (швед. Carl Johan (Charles) Andersson, 1827—1867).

## Описание
Белолобый ремез достигает длины 8—9 см и массы 5,5—10 г. Одна из самых мелких птиц Африки, наряду с фолидорнисом (Pholidornis rushiae), мышиным (Anthoscopus musculus) и капским (Anthoscopus minutus) ремезами. Характеризуется очень коротким хвостом, коротким заострённым коническим клювом и довольно сильными ногами и короткой цевкой. Половой диморфизм не выражен. У взрослых особей лоб и короткая надбровная дуга тускло-охристо-белые или бледно-коричневого цвета, с тёмными пятнышками (при изношенном оперении), тёмная линия уздечки продолжается через глаз до кроющих перьев ушей. Кроющие уха и щёки светло-коричневого цвета. Макушка и верхняя часть тела, включая боковые стороны шеи, бледно-серые (с оливковым оттенком, когда оперение свежее). Хвост и кроющие перья крыльев тёмно-серовато-коричневые, каждое перо с узкой каймой серовато-коричневого цвета. Крылышко, второстепенные, третьестепенные и первостепенные кроющие перья крыльев с оливково-серой каймой. Большие верхние кроющие перья с беловатыми узкими концами (в свежем оперении образуют узкую полосу на крыле), средние и малые кроющие перья с широкой светло-серой каймой, а крыло и хвост становятся бледно-коричневыми по мере истирания бахромы из перьев. Подбородок и горло беловатые, грудь светло-коричневого цвета, бока более тёплого оттенка, а брюхо и кроющие перья хвоста тёмно-коричневые. Подмышечные впадины, нижние кроющие перья крыльев и внутренняя кайма нижней стороны маховых перьев беловатые. Клюв тёмно-серый с более светлыми режущими краями, и немного бледнее у основания. Радужная оболочка тёмно-коричневая или черноватая. Ноги от сланцево-серого до черноватого цвета. У молодых особей голова и верхняя часть тела более тусклые и коричневатые, нижняя часть тела более светлого охристого цвета, грудь тёмно-пестрая.

## Подвиды и распространение
Выделяют 11 подвидов:
- Anthoscopus caroli roccatii Salvadori, 1906 — Уганда, северо-восток Демократической Республики Конго, Руанда, Бурунди, запад Кении и северо-запад Танзании
- Anthoscopus caroli pallescens Ulfstrand, 1960 — запад Танзании
- Anthoscopus caroli ansorgei Hartert, 1905 — от Конго, запада Демократической Республики Конго до центра Анголы
- Anthoscopus caroli rhodesiae Sclater, 1932 — юго-восток Демократической Республики Конго, север Замбии и юго-запад Танзании
- Anthoscopus caroli robertsi Haagner, 1909 — от юго-востока Кении до северо-востока Замбии, Малави и севера Мозамбика
- Anthoscopus caroli caroli (Sharpe, 1871) — от юга Анголы и юго-запада Замбии до севера Намибии и севера Ботсваны
- Anthoscopus caroli winterbottomi White, 1946 — юг Демократической Республики Конго и северо-запад Замбии
- Anthoscopus caroli rankinei Irwin, 1963 — северо-восток Зимбабве
- Anthoscopus caroli hellmayri Roberts, 1914 — восток и юг Зимбабве, юг Мозамбика и северо-восток ЮАР
- Anthoscopus caroli sylviella Reichenow, 1904 — от юга и центра Кении до центра Танзании
- Anthoscopus caroli sharpie Hartert, 1905 — от юго-запада Кении до севера Танзании

## Места обитания
Естественными местами обитания белолобого ремеза являются различные лесные массивы, саванны со средним уровнем осадков, сухие акациевые саванны и низменности, как с мелколиственными, так и с широколиственными деревьями. Как правило, часто встречается в открытых лесных массивах в более влажных и дождливых местах, чем те, которые предпочитают мышиный ремез или капский ремез (Anthoscopus minutus). Однако в Замбии в основном встречается в лесах миомбо с преобладанием Brachystegia spiciformis и Julbernardia globiflora. На крайнем юге ареала этот вид предпочитает широколиственные леса, особенно с преобладанием брахистерии (Brachystegia), комбретума (Combretum spp.), терминалии (Terminalia sericea) и Burkea africana. Также встречается в мангровых лесах Мозамбика. Встречается на высоте от 100 до 1900 м над уровнем моря, но чаще на высотах от 750 до 1800 м.

## Биология
Белолобый ремез встречается парами или небольшими группами (предположительно, семейными) до семи особей, часто присоединяется к смешанным стаям мелких видов птиц, таких как белоглазки (Zosterops), желтобрюшки (Eremomela), синицы (Parus), настоящие мухоловки (Muscicapa) и другие. Питается в средних ярусах и кронах деревьев, иногда гораздо ниже, даже до уровня земли, особенно когда цветут низкорослые кустарники. Очень активен, быстро перелетая с дерева на дерево и собирая урожай с сучьев и тонких веток, в пучках листьев и цветочных головках, часто зависает вниз головой. В состав рациона входят мелкие беспозвоночные, в основном насекомые и их личинки, но также иксодовые клещи (Ixodidae); также зафиксированы случаи поедания мелких плодов; иногда исследуют цветы Алоэ Марлота (Aloe marlothii) в поисках нектара. Птенцов выкармливает в основном личинками насекомых.

### Размножение
Белолобый ремез гнездится главным образом в сезон дождей: в августе—апреле на юге Африки (в Зимбабве с сентября по ноябрь, реже в августе или до февраля); в октябре в Анголе; августе—ноябре в Замбии и сентябре—ноябре в Малави; в феврале в Конго и с марта по сентябрь (в основном в сухой сезон) в Демократической Республике Конго; в Восточной Африке гнездится в основном в феврале, апреле—июне и сентябре—декабре (в основном во время дождей, но есть отдельные случаи гнездования в сухой сезон). Гнезда обычно расположены на большом расстоянии друг от друга. Гнездо подвешивается на высоте 1—10 м над землей на развилке веток и часто совершенно открыто. Иногда использует одно и то же дерево в течение нескольких лет подряд.
Гнездо строится обоими родительскими птицами и представляет собой сложную конструкцию, устойчивую к деформации, возвращающую форму при нажатии и требующую постоянного внимания взрослых птиц в течение всего периода размножения. В целом гнездо напоминает сумку в форме шара или груши, высотой 120—130 мм, сооружённую из паутины и мягких пушистых растительных материалов, чрезвычайно прочных и долговечных. Гнездо имеет хорошо заметный боковой вход, который ведёт в неглубокую ложную полость, а вход в настоящую гнездовую камеру представляет собой короткую (длина 25—40 мм) трубку, расположенную над ложным входом. Вход закрывается специальным клапаном. Прежде чем попасть в камеру, птица головой, клювом или ногой раздвигает волокна козырька, а покидая её, снова закрывает входной тоннель. Ложный вход служит для того, чтобы запутать потенциальных хищников и защитить яйца и птенцов. В кладке 2—8 (обычно 3—6) яиц. Яйца овальной формы, размером 12,6-16,6 × 8,5-10,0 мм, беловатого цвета с кремовым оттенком. Инкубационный период продолжается 17—19 дней. Птенцов кормят представители обоих полов. Птенцы оперяются через 22—28 дней.